# Ruurlo
Ruurlo (niederdeutsch Reurle) ist ein niederländisches Dorf im Achterhoek in der Provinz Gelderland.
Ruurlo war bis zum 1. Januar 2005 eine selbständige Gemeinde, als sie zusammen mit Borculo, Eibergen und Neede zur heutigen Gemeinde Berkelland zusammengeschlossen wurde.

## Bilder

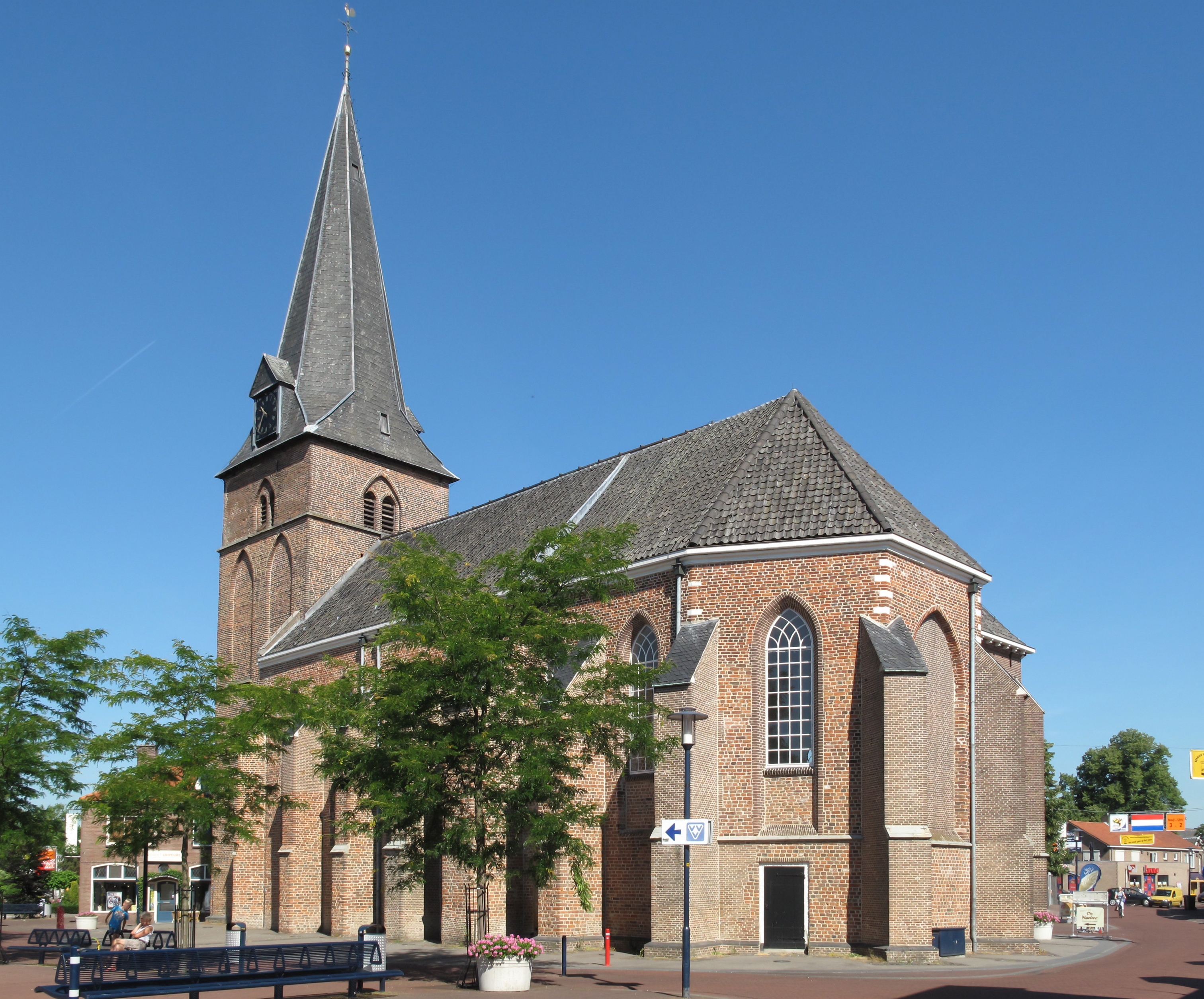
Ruurlo, reformierte Kirche
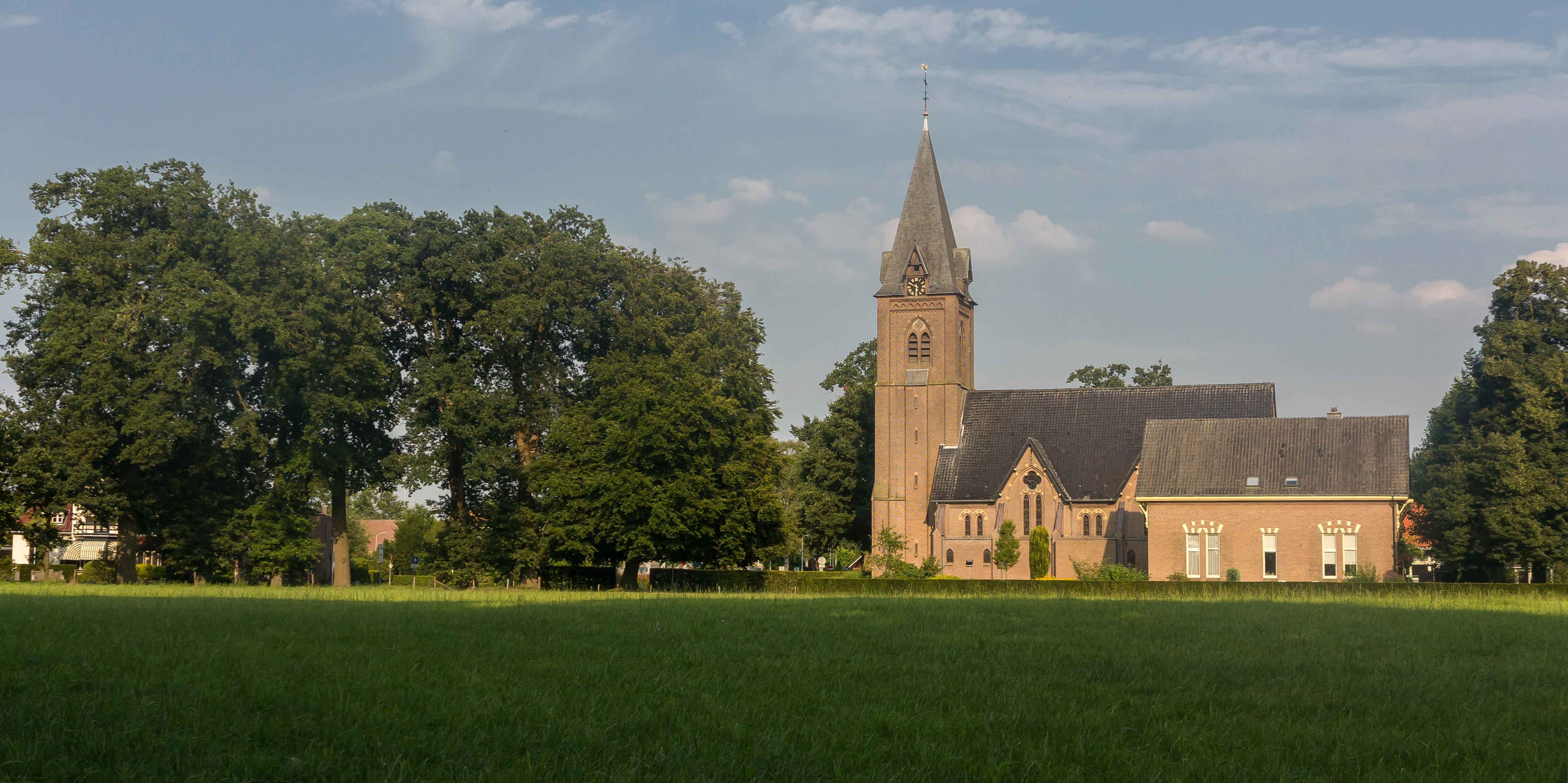
Ruurlo, Kirche: de Sint Willibrorduskerk
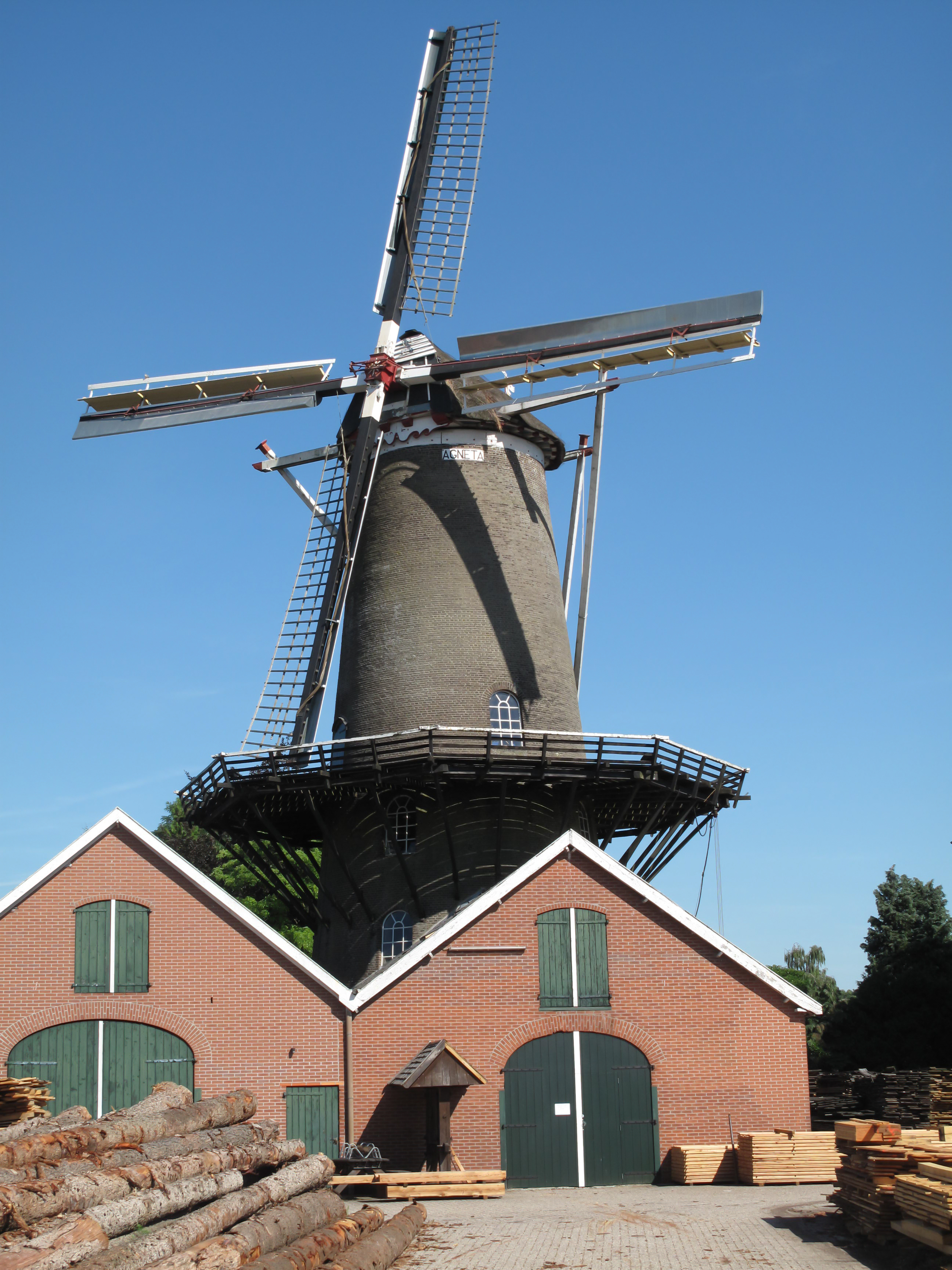
Ruurlo, Mühle: houtzaagmolen Agneta

## Politik
Bis zur Auflösung der Gemeinde ergab sich seit 1990 folgende Sitzverteilung:
| Partei                       | Sitze | Sitze | Sitze | Sitze |
| Partei                       | 1990  | 1994  | 1998  | 2002  |
| ---------------------------- | ----- | ----- | ----- | ----- |
| VVD                          | 5     | 5     | 5     | 4     |
| CDA                          | 4     | 3     | 3     | 4     |
| PvdA                         | 4     | 3     | 3     | 3     |
| Democratisch Platform Ruurlo | —     | —     | 2     | 2     |
| Lijst-Visser                 | —     | 2     | —     | —     |
| Gesamt                       | 13    | 13    | 13    | 13    |

### Gemeindepartnerschaften
1979 wurde eine Partnerschaft mit Fürstenau in Niedersachsen geschlossen.